# Chen-dynastie
De Chen-dynastie (Hanyu pinyin: Chén Cháo; Traditioneel Chinees: 陳朝; Vereenvoudigd Chinees: 陈朝, verouderde Nederlandse spelling: Tsj'en) was een Chinese dynastie gelegen in het huidige Zuid-China en Noord-Vietnam van 557 tot 589. Het was de laatste van de vier Zuidelijke Dynastieën die volgden op de val van de Oostelijke Jin-dynastie in 420: Liu Song (420–479), Zuidelijke Qi (479–502), Liang (502–557) en dus Chen. Als zodanig is het ook de laatste van de Zes Dynastieën.
De dynastie werd gesticht door Chen Baxian, een generaal van de Liang-dynastie die de macht wist te grijpen. De staat ging weer ten onder in 589 toen het land veroverd werd door de Sui-dynastie. Hierdoor werd China voor het eerst in drie eeuwen, sinds de uitbraak van de Oorlog van de Acht Prinsen in 290, herenigd en tot vrede gebracht. De eerste officiële geschiedenis van de Chen-dynastie werd opgetekend in het Boek van de Chen, dat in 629 werd voltooid.

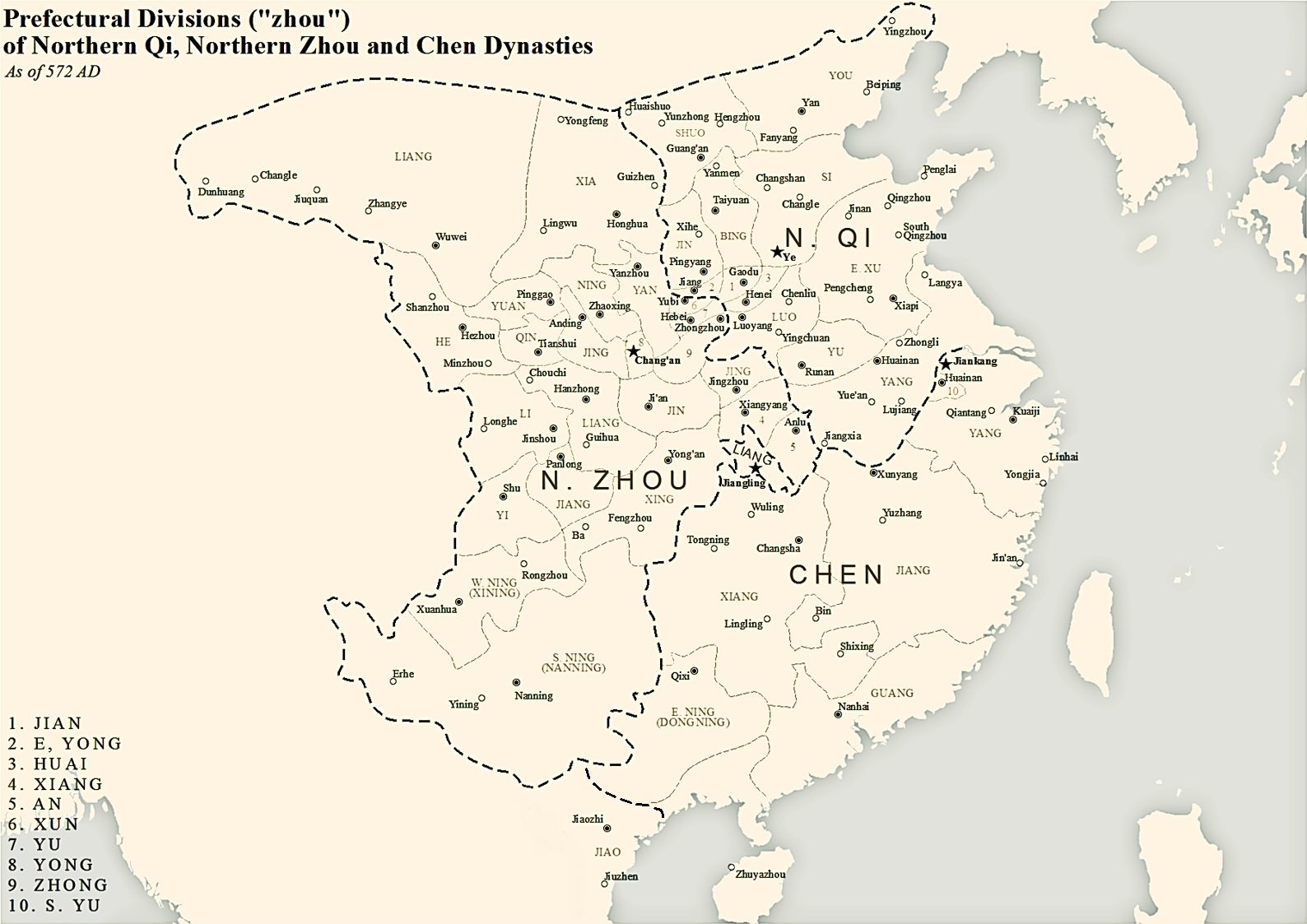
Detailkaart van China in 572

Zuidelijke Dynastieën: Liu Song · Zuidelijke Qi · Liang (Westelijke Liang) · Chen

Noordelijke Dynastieën: Noordelijke Wei · Oostelijke Wei · Westelijke Wei · Noordelijke Qi · Noordelijke Zhou

(Zes Dynastieën)